# Charles Deas

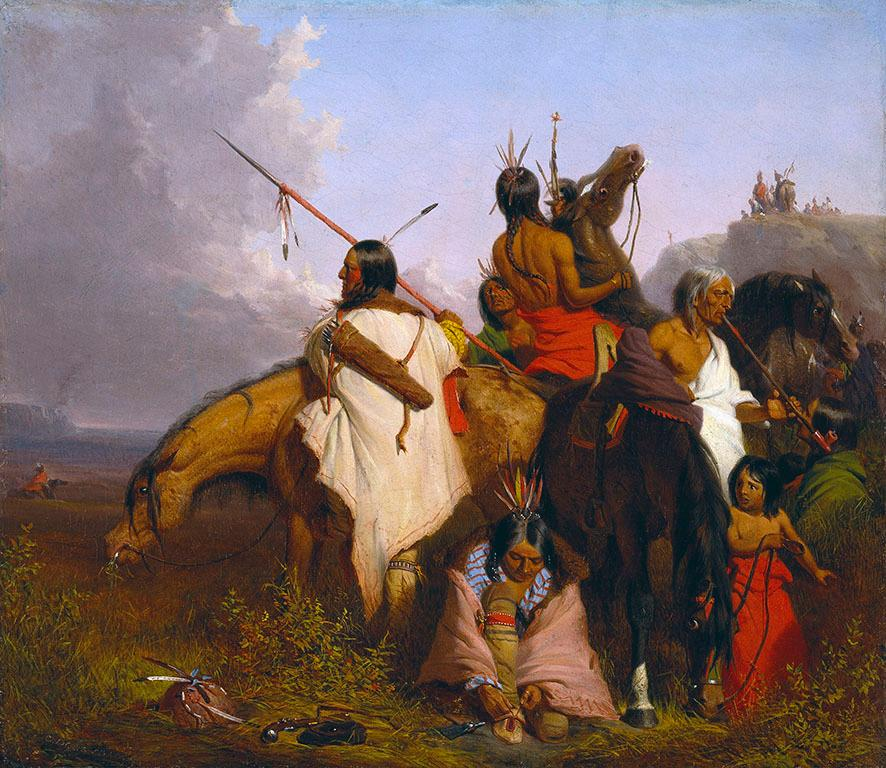
A group of Sioux, 1845

Charles Deas (* 22. Dezember 1818 in Philadelphia; † 23. März 1867 in New York City) war ein US-amerikanischer Maler des Realismus, der vor allem durch romantische und wilde Szenen aus dem Wilden Westen bekannt wurde.

## Leben

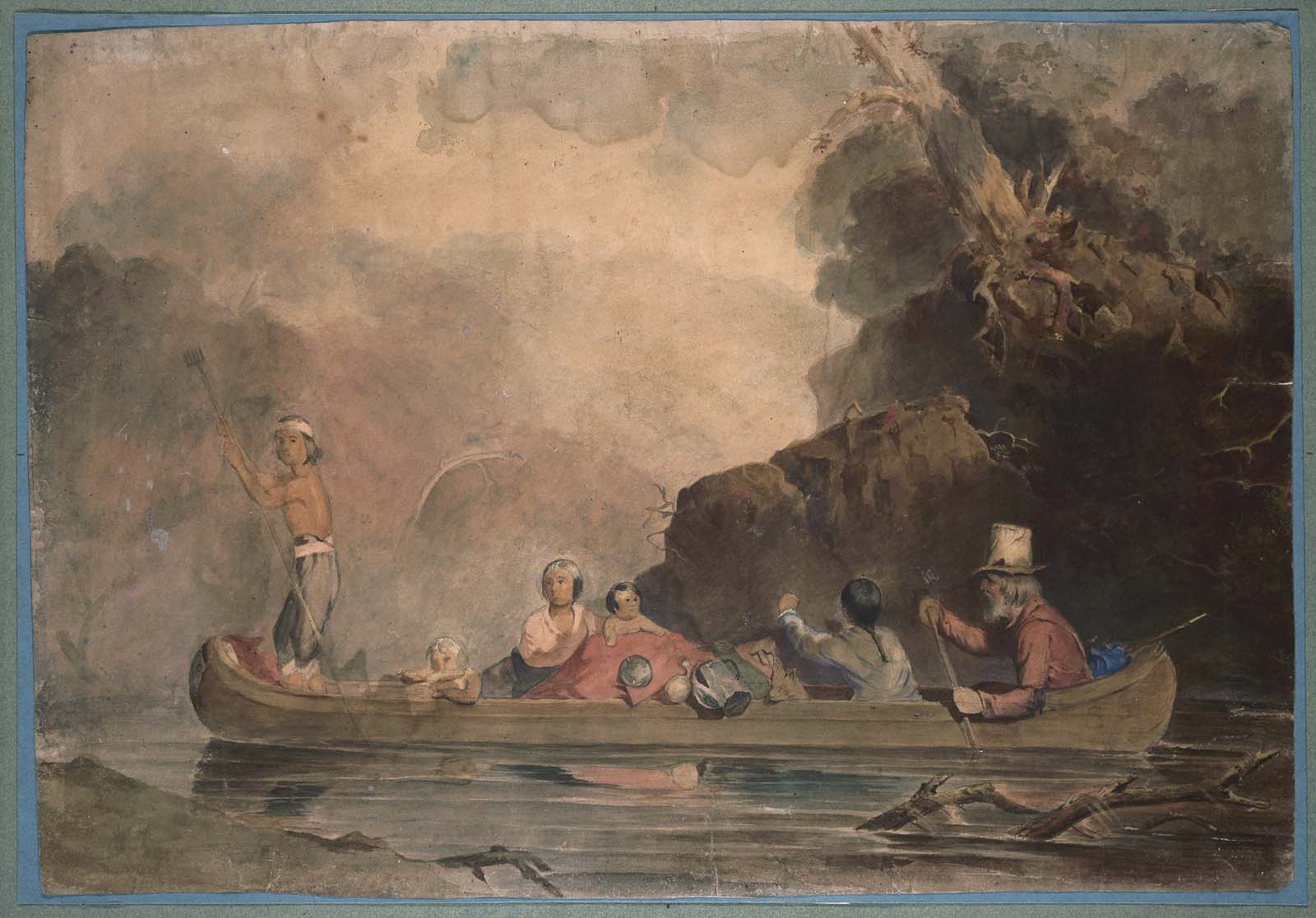
The Trapper and his Family

Charles Deas hatte seine ersten Begegnungen mit der Kunst durch Besuche im Atelier des Malers Thomas Sully sowie Museumsbesuchen in der Pennsylvania Academy of the Fine Arts. Sein erster Lehrer war John Sanderson, ab 1836 studierte er für ein Jahr an der National Academy of Design in New York City. 1837 besuchte Deas die Indianer-Galerie des bekannten Malers George Catlin. 1839 wurde Deas in New York zum Mitglied (NA) der National Academy of Design gewählt.
1840 besuchte er seinen Bruder, einen Offizier der 5. Infanterie in Fort Crawford, bevor er westwärts am Platte River und durch Siedlungen der Sioux und Pawnee nach St. Louis reiste. Von dort schickte er eine Reihe seiner Bilder nach New York an die National Academy und kehrte selbst 1847 dorthin zurück. 1849 verbrannten wahrscheinlich ein Großteil seiner Gemälde bei einem Großbrand in St. Louis, weshalb heute nur sehr wenige Bilder des Künstlers bekannt sind. 1859 erlitt er einen Nervenzusammenbruch und wurde in eine Heilanstalt eingewiesen, in der er bis zu seinem Tod 1867 blieb.

## Werk
Charles Deas widmete sich wie viele seiner Vorbilder, insbesondere George Catlin, den Themen des Lebens im Wilden Westen. Diese Form der Malerei war zu seiner Schaffenszeit sehr beliebt und verkaufte sich entsprechend gut.

## Bildauswahl

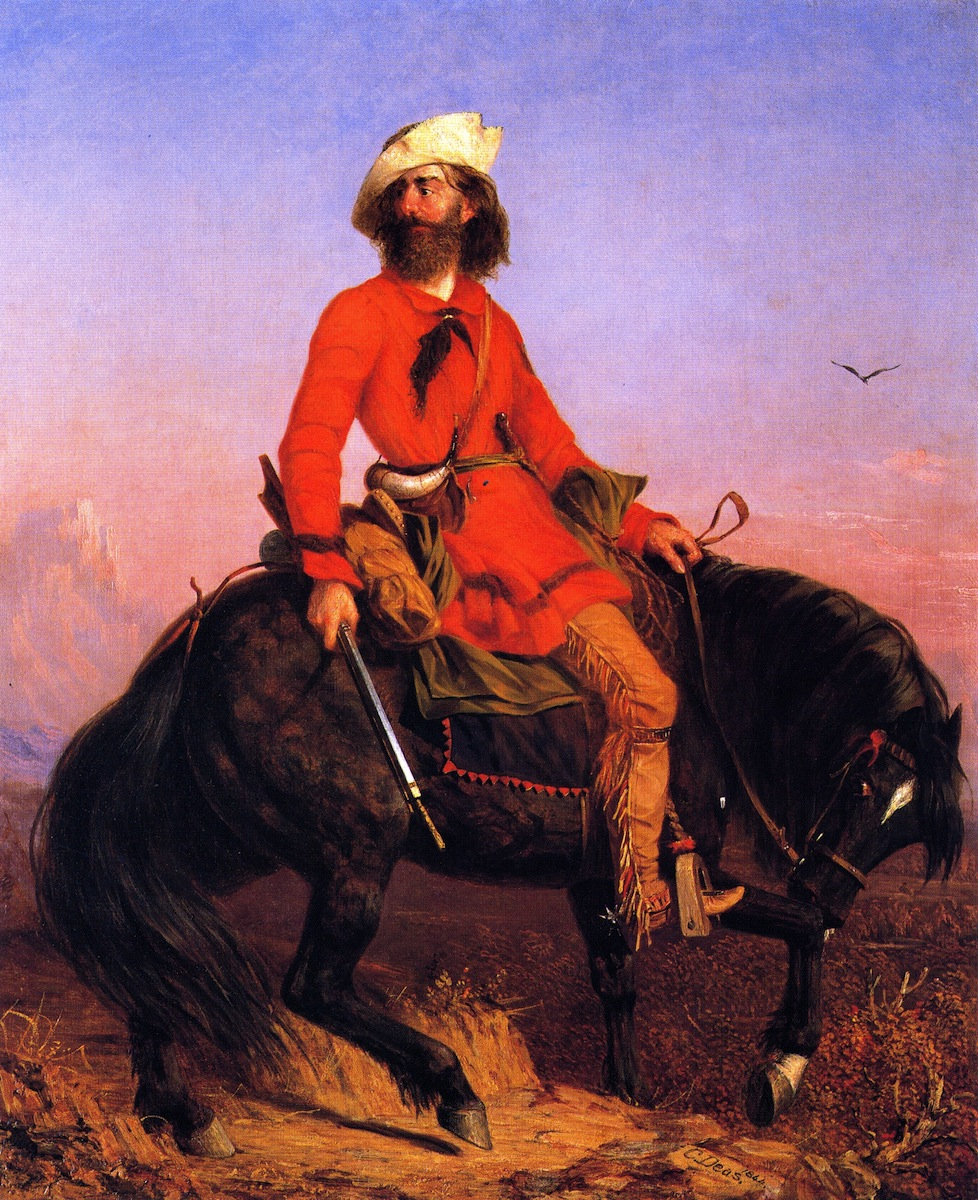
Long Jakes; The Rocky Mountains Man, 1844
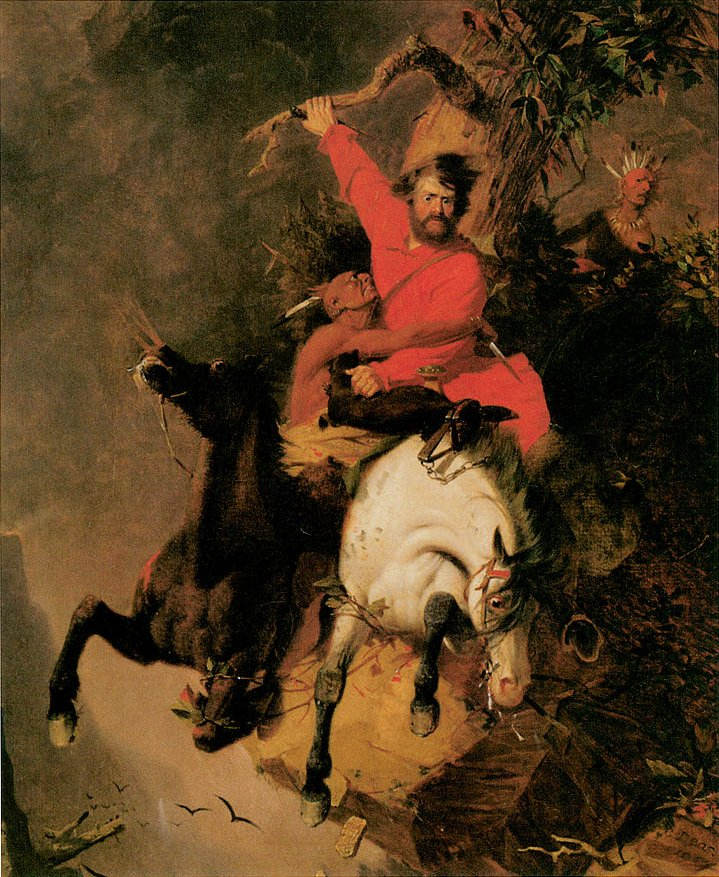
The Death Struggle, 1845
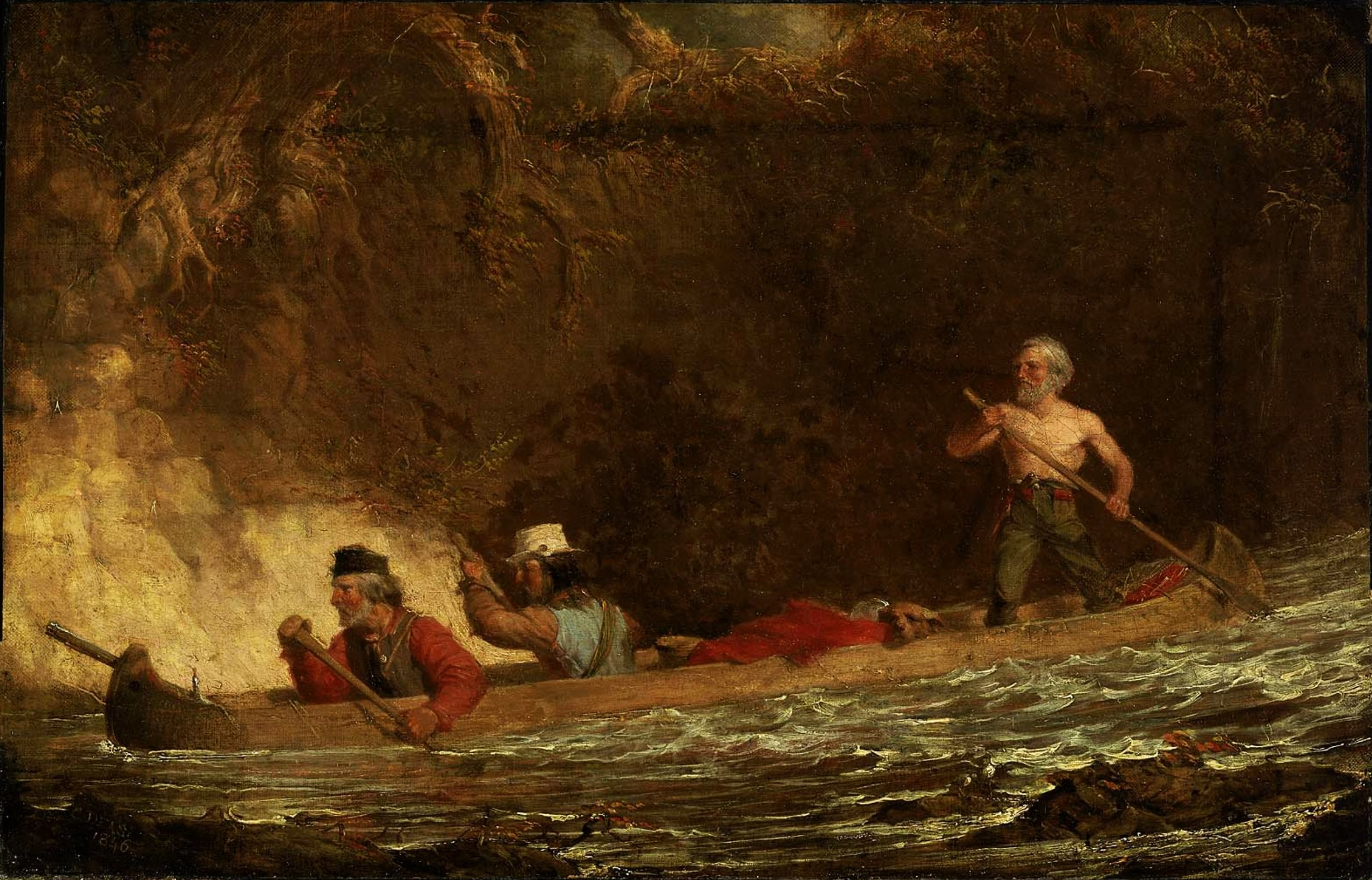
The Voyageurs, 1846